# عدد بروني
العدد البروني هو عدد ناتج عن جداء عددين صحيحين متتاليين، أي عدد على شكل n(n + 1) . تعود دراسة هذه الأعداد إلى أرسطو . وتسمى أيضًا أعداداً مستطيلة، أو أعداد غير متجانسة،  أو أعداد مستطيلة ؛  ومع ذلك، فإن مصطلح «عدد مستطيلي» تم تطبيقه أيضًا على الأعداد المؤلفة .
لائحة الأعداد البرونية تبدأ كالآتي:
0، 2، 6، 12، 20، 30، 42، 56، 72، 90، 110، 132، 156، 182، 210، 240، 272، 306، 342، 380، 420، 462 ... ( طالع متتالية A002378 ).

إذا كان n عدداً برونيًا، فإنه يستوفي التالي : 
{\displaystyle \lfloor {\sqrt {n}}\rfloor \cdot \lceil {\sqrt {n}}\rceil =n} 

## كأعداد شكلية

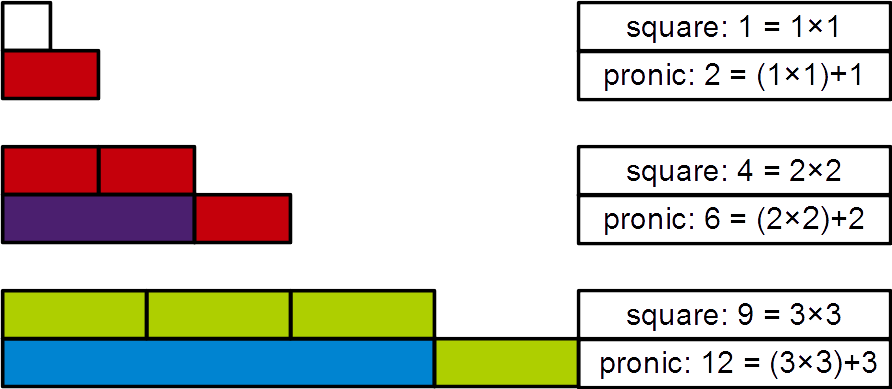
.

تمت دراسة الأعداد البرونية كأعداد شكلية جنبًا إلى جنب مع الأعداد المثلثية والمربعات الكاملة في ميتافيزيقيا أرسطو،  وقد نُسب اكتشافها في وقت مبكر جدًا إلى الفيثاغورس . كنوع من عدد شكلي، وتسمى أحيانا أعداد برونية مستطيلية لأنها مماثلة ل العدد المضلعي بهذه الطريقة:
| * · * | * · * · * · * · * · * | * · * · * · * · * · * · * · * · * · * · * · * | * · * · * · * · * · * · * · * · * · * · * · * · * · * · * · * · * · * · * · * |
| 1 × 2 | 2 × 3                 | 3 × 4                                         | 4 × 5                                                                         |

العدد البروني النوني هو ضعف العدد المثلثي النوني  و أكبر ب n من العدد النوني التربيعي، وهذا يتضح من الصيغة البديلة n2 + n للأعداد البرونية.

## مجموع الأعداد البرونية
مجموع مقلوبات الأعداد البرونية (باستثناء 0) هو متسلسلة متداخلة مجموعها يتقارب إلى 1:
{\displaystyle 1={\frac {1}{2}}+{\frac {1}{6}}+{\frac {1}{12}}\cdots =\sum _{i=1}^{\infty }{\frac {1}{i(i+1)}}.}

## خصائص إضافية

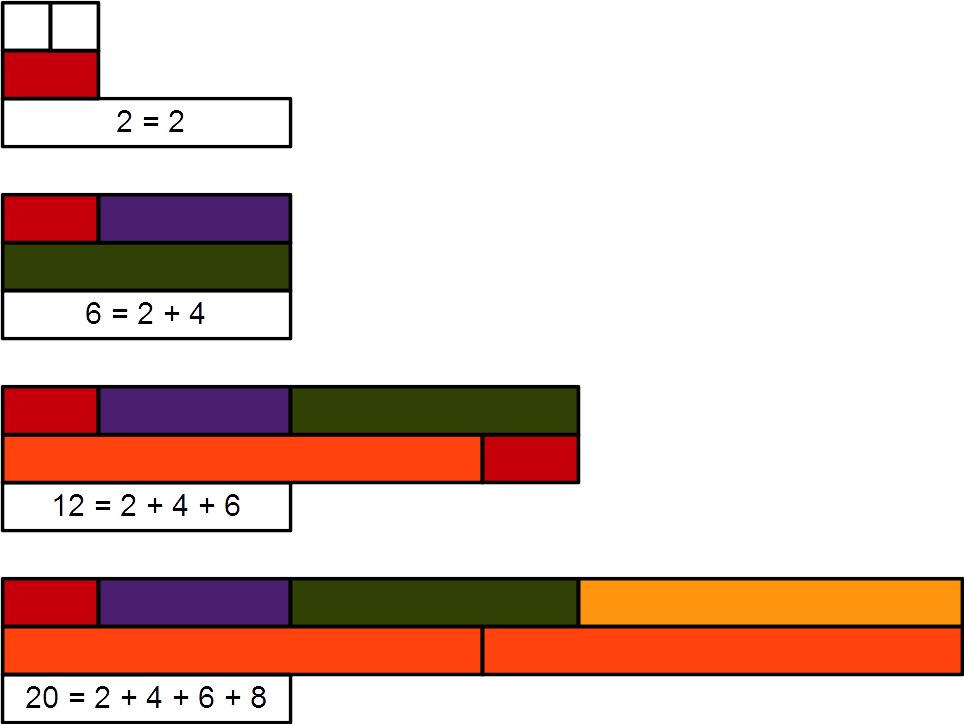
أول أربعة أعداد برونية مقسمة كمجموع أول n أعداد زوجية.

العدد البروني النوني هو مجموع أول n عدد صحيح زوجي  كل الأعداد البرونية هي أعداد زوجية، و 2 هو العدد الأولي البروني الوحيد. وهو أيضًا العدد البروني الوحيد في متتالية فيبوناتشي وعدد لوكاس .
حقيقة أن الأعداد الصحيحة متتالية هي أولية نسبيا وأن العدد البروني هو نتاج جداء لاثنين من الأعداد الصحيحة المتتالية يؤدي إلى العديد من الخصائص. كل عامل أولي مميز للعدد البروني موجود في واحد فقط من العوامل n أو n + 1 . وبالتالي فإن العدد البروني يكون مربع حر إذا وفقط إذا كان n و n + 1 مربعين حرين. عدد العوامل الأولية المميزة للعدد البروني هو مجموع عدد العوامل الأولية المميزة لـ n و n + 1 .